# Bagmati (rzeka)
Bagmati (nep. बागमती नदी trl. Vāgmatī) – rzeka w centralno-południowym Nepalu i stanie Bihar w północno-wschodnich Indiach. Ma 225 mil (362 km) długości. Ma swoje źródło w kilku strumieniach źródłowych na nizinnych obszarach Nepalu i płynie na południe przez pasmo górskie Siwalik, najdalej na południe wysunięte pasmo Himalajów. Następnie przepływa przez równiny Teraj, wpływa na terytorium Indii i kieruje się na południowy wschód. Uchodzi do rzeki Burhi Gandaki. Rzeka jest intensywnie wykorzystywana do nawadniania. Nad rzeką leży stolica Nepalu - Katmandu.